# The Glasshouse (Gateshead)

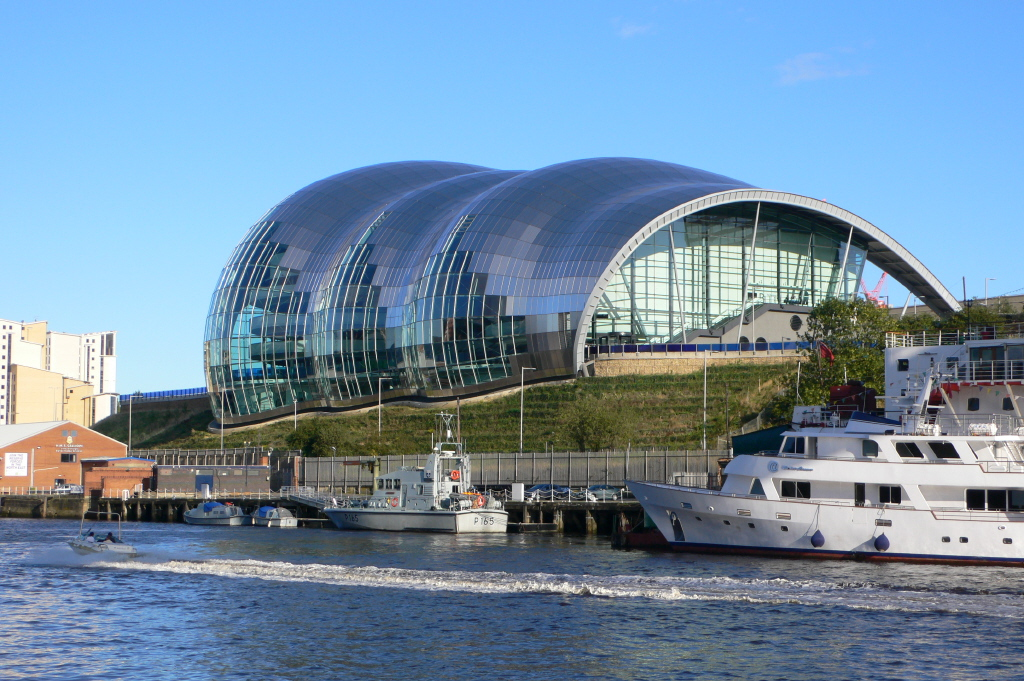

The Glasshouse (voluit: The Glasshouse International Centre for Music) is een concertgebouw en centrum voor muziekopleiding in de Engelse stade Gateshead. Het opende in 2004 als Sage Gateshead. Het gebouw uit glas en staal werd ontworpen door de Britse architect Norman Foster.